# Spy Hunter

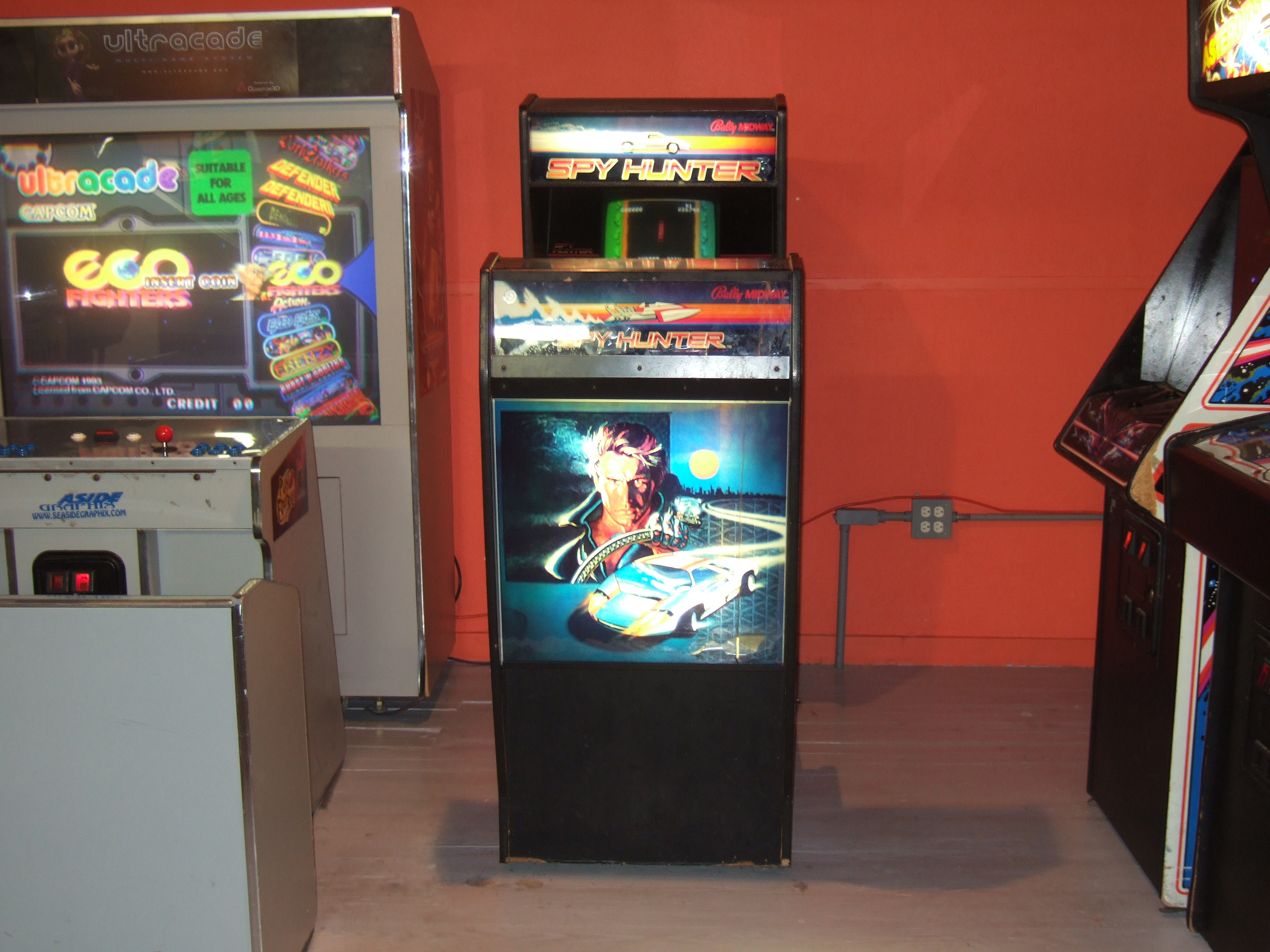
Spy Hunter (Sit-In-Version)

Spy Hunter ist ein Arcade-Spiel, das 1983 von Bally Midway veröffentlicht wurde. Es handelt sich um ein Actionspiel und ist eine Mischung aus Rennspiel und Shoot ’em up. Spy Hunter war sehr erfolgreich; es gab viele Portierungen. Eine Verfilmung von Paul W. S. Anderson ist geplant.

## Spielbeschreibung
Der Spieler muss als Spion mit seinem fiktiven Fahrzeug G-6155 Interceptor (eine Nachbildung eines Chevrolet Camaros) möglichst viele Terroristen töten und sie so von ihren Plänen abhalten. Die Sicht ist aus der Vogelperspektive dargestellt; die Fahrtrichtung geht nach Norden und verzweigt sich oft. Es sind zwei Gänge vorhanden, die aber eine sehr hohe Geschwindigkeit erreichen. Als Waffen gibt es Maschinengewehre, Raketen, einen Ölfilm und eine Nebelwand. Außerdem kann man mit dem fünften Knopf einen Versorgungstruck rufen, der weitere Waffen bringt. Im späteren Verlauf kann sich das Fahrzeug in ein Boot verwandeln. Folgende gegnerische Fahrzeuge existieren (mit unterschiedlicher Punktezahl bei Zerstörung):
- König der Straße
- Klappmesser
- Vollstrecker
- Verrückter Bomber (Hubschrauber)
- Tonnenkipper (Motorboot)
- Doktor Torpedo (Motorboot)

## Portierungen / Versionen
Es gab Umsetzungen für alle gängigen Spielkonsolen und Heimcomputer (siehe Kategorien).
1987 gab es mit Spy Hunter II einen direkten Nachfolger als Arcade-Version.
Weitere Versionen waren Spy Hunter: Missile Crisis 2004 (für Zodiac), SpyHunter: Nowhere to Run 2006 für PS2 und Xbox, sowie Compilations auch für die PSP und Klone wie Major Motion (1985 für Atari ST). Ein Remake ist das 2003 erschienene Freeware-Spiel Highway Pursuit von Retrospec.
2001 gab es ebenfalls ein SpyHunter von Midway für die GameCube, PS2, Xbox und PC. Dazu eine Fortsetzung namens SpyHunter 2 aus dem Jahr 2003 für die PS2 und Xbox.
1984 erschien zum Spiel ein Flipperautomat von Bally.

## Musik
Als Hintergrundmusik wurde der eingängige Titelsong der US-Fernsehserie Peter Gunn verwendet, der von Henry Mancini komponiert wurde. Die früheren Versionen hatten noch eine James-Bond-Musik, die aber aus rechtlichen Problemen nicht weiter verwendet werden konnte.

## Trivia
- In der Killer List of Videogames befindet sich das Spiel auf Platz 53.
- Die Filmrechte gingen bereits 2003 an Universal.
- Als Easter Egg befand sich in der ersten Excel-2000-Version dieses Spiel, das aber schnell geändert wurde.